# Life of an American Fireman
Life of an American Fireman é um  filme mudo de curta-metragem feito por Edwin S. Porter para a Edison Studios, em 1903. Um dos primeiros filmes de narrativa dos Estados Unidos, apresenta o resgate de uma mulher e uma criança de um prédio em chamas.

## Significado histórico
Life of an American Fireman é notabilizado por ser a síntese de diversas inovações nas técnicas de cinema ocorridas na virada do século XIX para o século XX. Especificamente, Porter construiu uma narrativa contínua em sete cenas, batizadas da seguinte forma:
1. The Fireman's Vision of an Imperilled [sic] Woman and Child.
2. A Close View of a New York Fire Alarm Box.
3. The Interior of the Sleeping Quarters in the Fire House.
4. Interior of the Engine House.
5. The Apparatus Leaving the Engine House.
6. Off to the Fire.
7. The Arrival at the Fire.

Essa visão particular de cena e espaço não foi criada por Porter, mas ele maximizou seu uso e a desenvolveu em seu mais famoso filme,  The Great Train Robbery, também de 1903.

## Elenco
- Vivian Vaughan … Garota (sem créditos)
- Arthur White … Bombeiro (sem créditos)
- James White … Chefe dos Bombeiros (sem créditos)